# Wspólnota starokatolicka Narodzenia Pańskiego w Warszawie
Wspólnota starokatolicka Narodzenia Pańskiego w Warszawie – była wspólnota Kościoła Starokatolickiego w RP w Warszawie. Do parafii należeli wyznawcy z aglomeracji warszawskiej; była to także parafia w ramach której modlili się klerycy Kościoła Starokatolickiego. Msze św. były sprawowane w ramach duszpasterstwa domowego na terenie miasta zgodnie z ogłoszeniami administratora. Wspólnota do 2016 roku była częścią parafii Matki Bożej Nieustającej Pomocy w Działach Czarnowskich.

## Historia
Ideę Kościoła Narodowego zaszczepili w stolicy ks. Andrzej Huszno i ks. Franciszek Bończak. Pierwszą mszę Polskiego Narodowego Kościoła Katolickiego odprawiono w 1923 w mieszkaniu Heleny Szeleściny-Morawskiej przy ul. Senatorskiej 22. W lipcu 1923 nabożeństwa starokatolickie przeniesiono na ul. Chmielną 17/3, a już w 1927 parafia starokatolicka znajdowała się przy Płockiej 27, a jej proboszczem był ks. Marcin Piechociński. Parafia liczyła wówczas 1200 wiernych, a rok później już prawie 3 tysiące.
W 1931 powstał Polski Kościół Starokatolicki (ob. Kościół Starokatolicki w RP), a część wiernych przeszła z Polskiego Narodowego Kościoła Katolickiego do nowego związku wyznaniowego. W Warszawie zawiązały się dwie parafie: Najświętszego Serca Pana Jezusa (ul. Poznańska 17) oraz Najświętszej Maryi Panny Królowej Miłości (ul. Wolska 44). Pracę parafialną w Warszawie koordynował w imieniu ks. bpa Władysława Farona wyznaczony przez niego ks. Stanisław Podniesiński. Przez pewien czas (około 1938) funkcjonowała także kaplica przy ul. Żelaznej 58. W latach 1935–1938, 1945-1948 i 1949-1950 w granicach administracyjnych dzisiejszej Warszawy znajdowała się także podlegająca Polskiemu Kościołowi Starokatolickiemu parafia przy ul. Klasztornej w Rembertowie z proboszczem ks. Stanisławem Kędzierskim. Dodatkowo nieopodal, przy ul. Okuniewskiej 20, znajdowała się kaplica prowadzona przez ks. Mariana Strzałkę. 
Po II wojnie światowej Polski Kościół Starokatolicki odrodził się w ograniczonym zakresie. Brak obiektów parafialnych zmuszał wiernych do modlenia się w domach prywatnych. W latach 1945–1948 duszpasterstwo w mieście prowadził ks. Franciszek Biernacki, który popadając w konflikt z abp Zygmuntem Szypoldem odszedł wraz z wiernymi do Kościoła rzymskokatolickiego. W 1945 Polski Narodowy Kościół Katolicki otrzymał odrębną świątynię, do której uczęszczali także wierni starokatoliccy (ul. Szwoleżerów 2). Po likwidacji Polskiego Kościoła Starokatolickiego przez państwo, działalność parafii starokatolickiej w Warszawie całkowicie zamarła, chociaż w pewnych okresach podejmowane były próby zorganizowania duszpasterstwa domowego (w 1983 w warszawskiej kaplicy domowej sakrę przyjął bp Marek Kordzik.
Na początku lat 90. XX wieku w pobliskich Markach, w powiecie wołomińskim swoją działalność rozpoczęła parafia katedralna, w której rezydował ks. bp Wojciech Kolm, ówczesny zwierzchnik Kościoła. W Warszawie, przy ul. Jeleniogórskiej 17 na Targówku Fabrycznym, w niewielkiej kaplicy posługę duszpasterską sprawował ks. Jan Paweł Marczyński. Zgromadził on wokół siebie niewielką liczbę wiernych, jednak parafia funkcjonowała prężnie. W 2005 Marczyński odszedł z Kościoła Starokatolickiego, prowadząc od tej pory własne duszpasterstwo i zakładając niewielką kaplicę w mieszkaniu przy ul. Radzymińskiej. W latach 2009–2016 (z kilkumiesięczną przerwą w 2014) w oddalonych o ok. 30 km od Warszawy Działach Czarnowskich działała parafia Matki Bożej Nieustającej Pomocy.
W czerwcu 2011 na życzenie sympatyków Kościoła Starokatolickiego, rozpoczęło się organizowanie placówki misyjnej Kościoła. W Warszawie na Chrześcijańskiej Akademii Teologicznej studia w roku akademickim 2011/2012 rozpoczęli duchowni Kościoła. Powstała potrzeba posiadania własnego miejsca kultu. Wierni nieposiadający swojej kaplicy, korzystali najczęściej z duszpasterstwa polskokatolickiego czy mariawickiego.
1 listopada 2011 został erygowany rektorat Chrystusa Najwyższego Kapłana w Warszawie, który 5 kwietnia 2012 stał się niezależną parafią Kościoła Starokatolickiego. Początkowo wspólnota zbierała się wyłącznie na nabożeństwach domowych, od 21 października 2012 przynajmniej raz w miesiącu organizowane były w wynajmowanych pomieszczeniach nabożeństwa publiczne. Od początku istnienia wspólnoty jej duszpasterzem był ks. Michał Hasiński, uprzednio wikariusz parafii Miłosierdzia Bożego w Kamiennej Górze. Od 2013 duszpasterzem pomocniczym był we wspólnocie ks. diakon Artur Wieciński. Ze względu na brak uformowania struktur parafialnych, w 2013 jednostka została przekształcona czasowo w rektorat i miała charakter placówki misyjnej (wspólnoty).
16 marca 2014 decyzją władz Kościoła rektorat przekształcił się w Parafię Matki Bożej Nieustającej Pomocy z przeniesienia wspólnoty z Działów Czarnowskich. Administratorem parafii został ks. diak. Artur Wieciński (przyjął święcenia kapłańskie prezbiteriatu 17 kwietnia 2014 w Łodzi).
W lipcu 2014 parafia Matki Bożej Nieustającej Pomocy w Warszawie uległa przekształceniu we wspólnotę starokatolicką Narodzenia Pańskiego w Warszawie działającą pod jurysdykcją parafii Matki Bożej Nieustającej Pomocy w Działach Czarnowskich. Od 2016 roku podlegała pod parafię Podwyższenia Krzyża Świętego w Łodzi. Wraz z usunięciem ks. Artura Wiecińskiego z Kościoła Starokatolickiego w RP w grudniu 2017 wspólnota przestała funkcjonować.